# 歐班農號驅逐艦 (DD-177)
歐班農號驅逐艦（舷號DD-177）是一艘美國海軍建造的驅逐艦，為維克斯級驅逐艦的103號艦。她是美軍第一艘以歐班農為名的軍艦，以紀念第一次巴巴里戰爭時期的美國海軍陸戰隊軍官普萊斯利·歐班農（Presley O'Bannon）。
歐班農號在1918年於聯合鋼鐵廠開始建造，在1919年下水服役，其時第一次世界大戰已經結束。稍後歐班農號被派往太平洋執勤，在1922年退役封存。1936年歐班農號退役除籍，並按倫敦海軍條約出售拆解。